# Perkebunan Tanjung Medan
Perkebunan Tanjung Medan is een bestuurslaag in het regentschap Rokan Hilir van de provincie Riau, Indonesië. Perkebunan Tanjung Medan telt 2009 inwoners (volkstelling 2010).